# District de Sozak
Le district de Sozak est le district couvrant la partie nord de l'oblys de Turkestan.

## Géographie
Le centre administratif du district est la ville de Cholakkorgan, avec environ 10 000 habitants.
Les principaux villages du district sont : 
- Suzak (Созақ) : environ 6 000 habitants
- Kumkent (Құмкент) : environ 3 500 habitants
- Bakyrly (Бакырлы) : environ 2 000 habitants
- Jartyttöbe (Жартытөбе) : environ 3 500 habitants[1]
- Sever,
- Taukent,
- Kyzemshek,
- Karakuduk.

## Histoire
Le district de Suzak a été fondé en 1928 au sein de la République socialiste soviétique autonome kazakhe. La ville de Suzak était le centre administratif du district de 1928 à 1934.

## Économie
Les principales activités économiques sont :
- l'exploitation minière : uranium (Mine d'Inkai, South Inkai, Tortkuduk, Muyunkum, Karatau ...), or, argent, charbon et sel.
- l'agriculture  : production de viande et de lait.